# 292
Спільне правління імператора Діоклетіана і Максиміана у Римській імперії. У Китаї править династія Західна Цзінь, в Японії триває період Ямато. У Персії править династія Сассанідів.
На території лісостепової України Черняхівська культура. У Північному Причорномор'ї готи й сармати.

## Події
- В Александрії полководець Ахіллей проголосив себе імператором.

## Народились
- Пахомій Великий